# Saga natoliae
Espèce
Saga natoliae, la Magicienne anatolienne, est une espèce de sauterelles européennes de grande taille.

## Répartition
L'espèce est présente dans les Balkans et en Asie mineure (Sud de la Dalmatie, Albanie,  Macédoine, Grèce, Syrie et Anatolie, d'où son nom).

## Description
Il s'agit de la plus grande espèce de Saga européenne et plus généralement du plus grand insecte européen, si l'on prend en compte l'ovipositeur. Les mâles mesurent en effet de 52 mm à 82 mm et les femelles mesurent de 60 mm à 89 mm auxquelles il faut ajouter l'ovipositeur d'environ 30 mm à 45 mm. S. natoliae est de couleur verte ou brune avec en général la tête brun-rougeâtre. Chez la forme brune, la coxa, le trochanter et le début du  fémur des deux premières paires de pattes sont généralement noirs. Comme la plupart des autres espèces du genre, c'est un animal relativement fin. Le mâle porte des ailes courtes mesurant environ la moitié de la longueur du pronotum tandis que la femelle est totalement aptère. L'ovipositeur est légèrement arqué vers le haut.

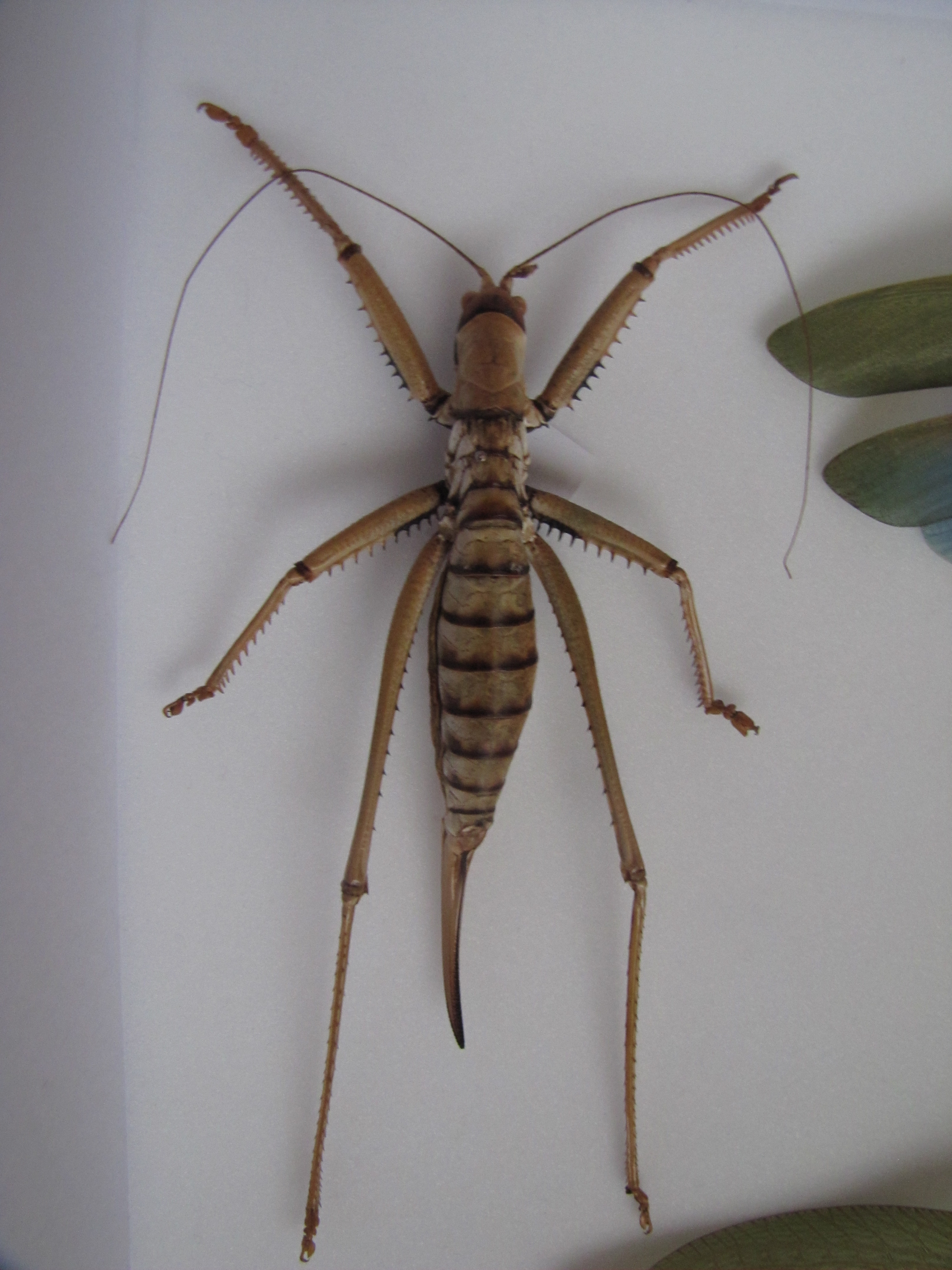
vue dorsale d'une femelle
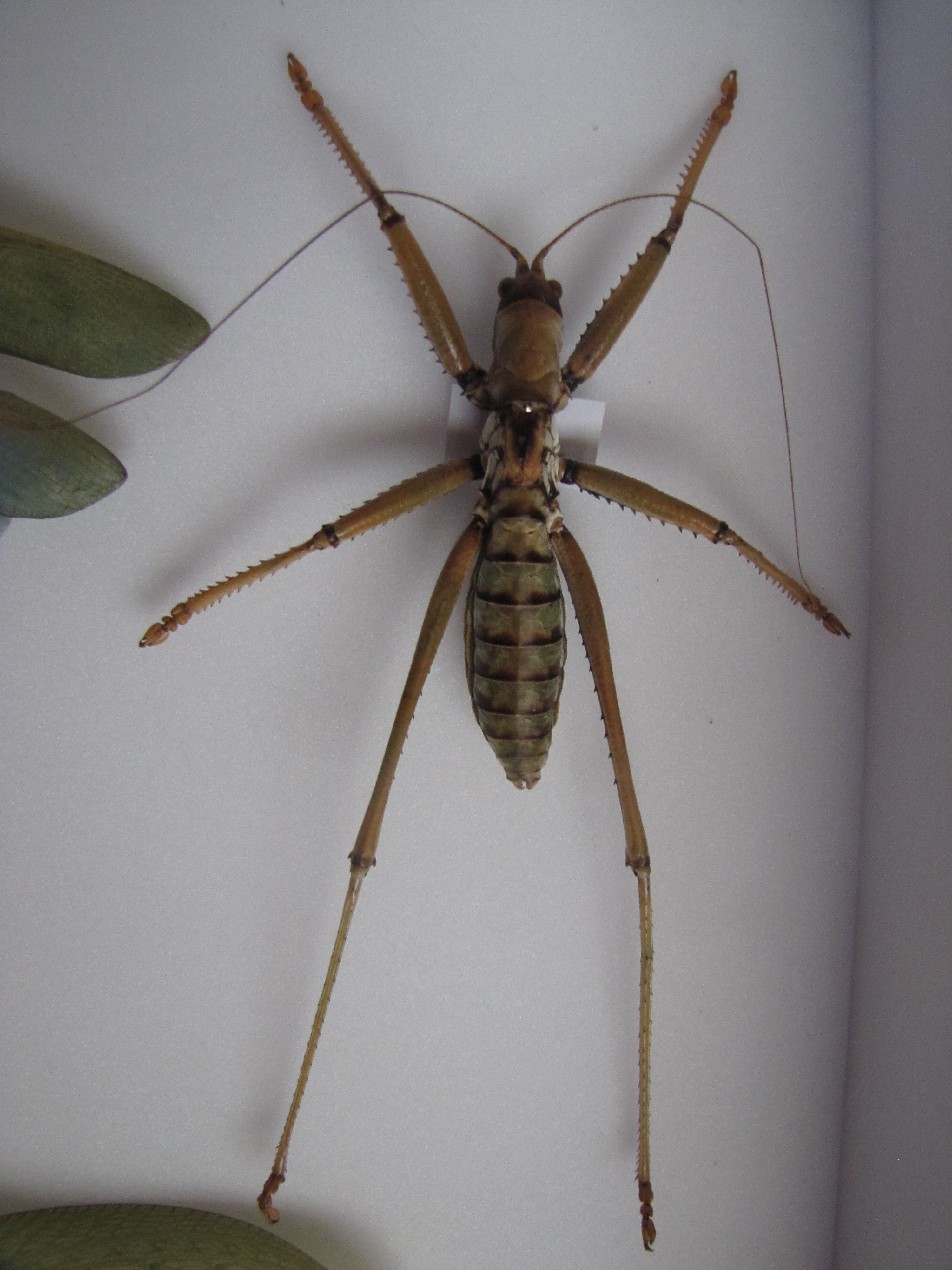
vue dorsale d'un mâle

## Biologie
Comme les autres saginae, S. natoliae est un prédateur chassant à la fois de nombreux autres insectes (des  orthoptères majoritairement) mais également des petits vertébré comme des lézards qu'elle saisit à l'aide de ses deux paires de pattes avant épineuses. L'espèce est plus agressive que les autres Saga européenne (Saga pedo, Saga rammei, Saga hellenica, Saga campbelli et Saga rhodiensis) et présente une tendance plus marqué au cannibalisme pour les femelles : elle n'hésitent  pas à manger des saginae plus petite à l'âge adulte (majoritairement les mâles). Du fait de sa taille, l'accouplement de S. natoliae est plus long que celui d'autres espèces et dure de 20 min à 30 min. En 1970, Kaltenbach rapportait des accouplement de plus d'une heure, mais cela ne semble pas confirmé par les études modernes. Contrairement aux autres Saga, les femelles S. natoliae ne semble pas tolérer d'accouplements inter-espèce - mise à  part avec Saga rhodiensis, une espèce proche - et ne s'accouplent qu'une seule fois dans leur vie. À l'inverse, les mâles peuvent s'accoupler avec les femelles d'autres espèces, comme Saga pedo, espèce pourtant  parthénogénétique.
Les œufs de S. natoliae mettent de 2 à 3 ans à éclore, la quasi-totalité éclosent après deux hivers. Les œufs éclosent de la mi-avril à début mai, en fonction de la température. Les adultes apparaissent environ 2 mois plus tard et meurent entre la fin juillet et la fin septembre. S. natoliae est une espèce diploïde avec 14 paires de chromosomes auxquels s'ajoutent les chromosomes sexuels.

## Synonymie
- Saga brunneri Saussure, 1888
- Gryllus (Tettigonia) onos Stoll, 1787
- Saga synophrys Charpentier, 1841